# Lindsey Stirling
Lindsey Stirling (født 21. september 1986) er en amerikansk violinist, sangskriver og danser, kendt for sine videoer lagt på hendes YouTube-kanal, der pr. august 2021 har 13 millioner følgere. Hun deltog i femte sæson af America's Got Talent og i 2017 den amerikanske version af Dancing with the Stars.
Hendes musikvideo "Crystallize" var den ottende mest sete på YouTube i 2012. Ud over sin egen musik, har hun lavet en del covermusik.
Hendes debutalbum blev nomineret i kategorien Dance/Electronic Albums ved Billboard Music Awards i 2014, og hendes andet album vandt samme kategori året efter.

## Diskografi
- Lindsey Stirling (2012)
- Shatter Me (2014)
- Brave Enough (2016)
- Warmer in the Winter (2017)
- Artemis (2019)
- Snow Waltz (2022)
- Duality (2024)